# 潛在熱帶氣旋
潛在熱帶氣旋（英語：Potential Tropical Cyclone）指的是近岸熱帶擾動將於48小時之內命名，並且有極大機率侵襲陸地的一種分級。美國氣象局會對這種分級的熱帶系統發布預警信號。

## 定義
美國氣象局會將極有可能在48小時內命名，並有極大機率侵襲陸地且急遽發展的低壓區認定為「潛在熱帶氣旋」。美國氣象局會針對人民或財產造成重大威脅的的潛在熱帶氣旋、熱帶氣旋及後熱帶氣旋進行追蹤。

## 生成
通常熱帶擾動在發展時，美國國家數據浮標中心會依照熱帶擾動在24小時內的發展給予對應評級，這類的擾動評級分為「低」、「中」、「高」。美國國家數據浮標中心在東北太平洋及大西洋之業務由美國氣象局負責；中北太平洋業務由中太平洋颶風中心負責。在熱帶擾動急遽增強並在48小時內命名，並且有極大機率侵襲陸地的時候，美國氣象局與中太平洋颶風中心會在報文中提及該熱帶擾動的發展情況並將其認定為潛在熱帶氣旋。

## 命名與編碼
美國國家氣象局並未提供「潛在熱帶氣旋」的命名，而是以數字編號進行系統的追蹤，通常潛在熱帶氣旋進一步增強為熱帶氣旋時，編碼並不會改變。潛在熱帶氣旋與熱帶氣旋、溫帶氣旋、亞熱帶氣旋等天氣系統的編碼規則相同，只要該系統停止編碼並在其他地方重新發展將會給予新的編碼。若熱帶氣旋的殘餘低氣壓造成陸地的威脅時，該系統將會被認定為後熱帶氣旋，並不會被認定為潛在熱帶氣旋。

## 釋義
1. ↑  當有2種以上全球預報模式表示某低壓區將於未來48小時內發展為熱帶氣旋，則將該系統之熱帶氣旋形成機會評級為「低」。除非環境異常優良，否則該系統在24小時內發展為熱帶氣旋的機會甚微。[5]
2. ↑  當有3種以上全球預報模式表示一低壓區將於未來48小時內發展為熱帶氣旋，則將該系統之熱帶氣旋形成機會評級為「中」。一般而言，即使發展機會增大，系統過了24小時之後發展成熱帶氣旋的機會才較高；但如果環境良好，系統亦可以在24小時內形成熱帶氣旋。[5]
3. ↑  當有3種以上全球預報模式表示一低壓區將於未來24小時內發展為熱帶氣旋，則將該系統之熱帶氣旋形成機會評級為「高」，並同步發出熱帶氣旋形成警報。此時該系統於24小時之內形成熱帶氣旋的機會極高，若氣象因素特別有利，該系統更可於6小時內增強為熱帶低氣壓。[5]